# Words (canción de Daya)
«Words» es una canción interpretada por la cantante estadounidense Daya. La canción fue lanzada el 15 de noviembre de 2016 como el tercer sencillo de su álbum de estudio debut, Sit Still, Look Pretty (2016). La canción fue escrita por Gino Barletta, Melanie Fontana y Jonas Jeberg, con la producción a cargo de Jeberg y Barletta.

## Lanzamiento
La canción se estrenó y liberó junto al álbum Sit Still, Look Pretty el 7 de octubre de 2016. Antes de ser anunciado como el tercer sencillo, ya se reproducía al aire en el formato radiofónico. La canción fue actuada en el Macy's Thanksgiving Parade el 24 de noviembre de ese mismo año.

## Recepción crítica
Neil Z. Yeung de Allmusic dijo: "Reflexionando sobre las tendencias de la producción contemporánea, «Words» suena como a algo parecido a la influencia tropical de Purpose de Justin Bieber, o a «Cheap Thrills» de Sia. Tina Roumeliotis de Buzznet declaró "«Words» deja una inquietud de Banks conociendo a Bieber (crean o no) se siente en el aire, nos hace ser curiosos acerca de lo que el próximo álbum pueda implicar, a pesar de que es demasiado pronto para decirlo".

## Actuaciones en vivo
Daya actuó «Words» en el Macy's Thanksgiving Day Parade de 2016.

## Posicionamiento
| Listas (2016–17)                   | Posición más alta |
| ---------------------------------- | ----------------- |
| Estados Unidos (Mainstream Top 40) | 31                |

## Historial de lanzamiento
| Región           | Fecha                   | Formato          | Sello    | Ref.  |
| ---------------- | ----------------------- | ---------------- | -------- | ----- |
| En todo el mundo | 7 de octubre de 2016    | Descarga digital | Artbeatz | [ 3 ] |
| Estados Unidos   | 15 de noviembre de 2016 | Top 40 radio     | Artbeatz | [ 1 ] |